# Arrondissement de Charlottenbourg-Wilmersdorf

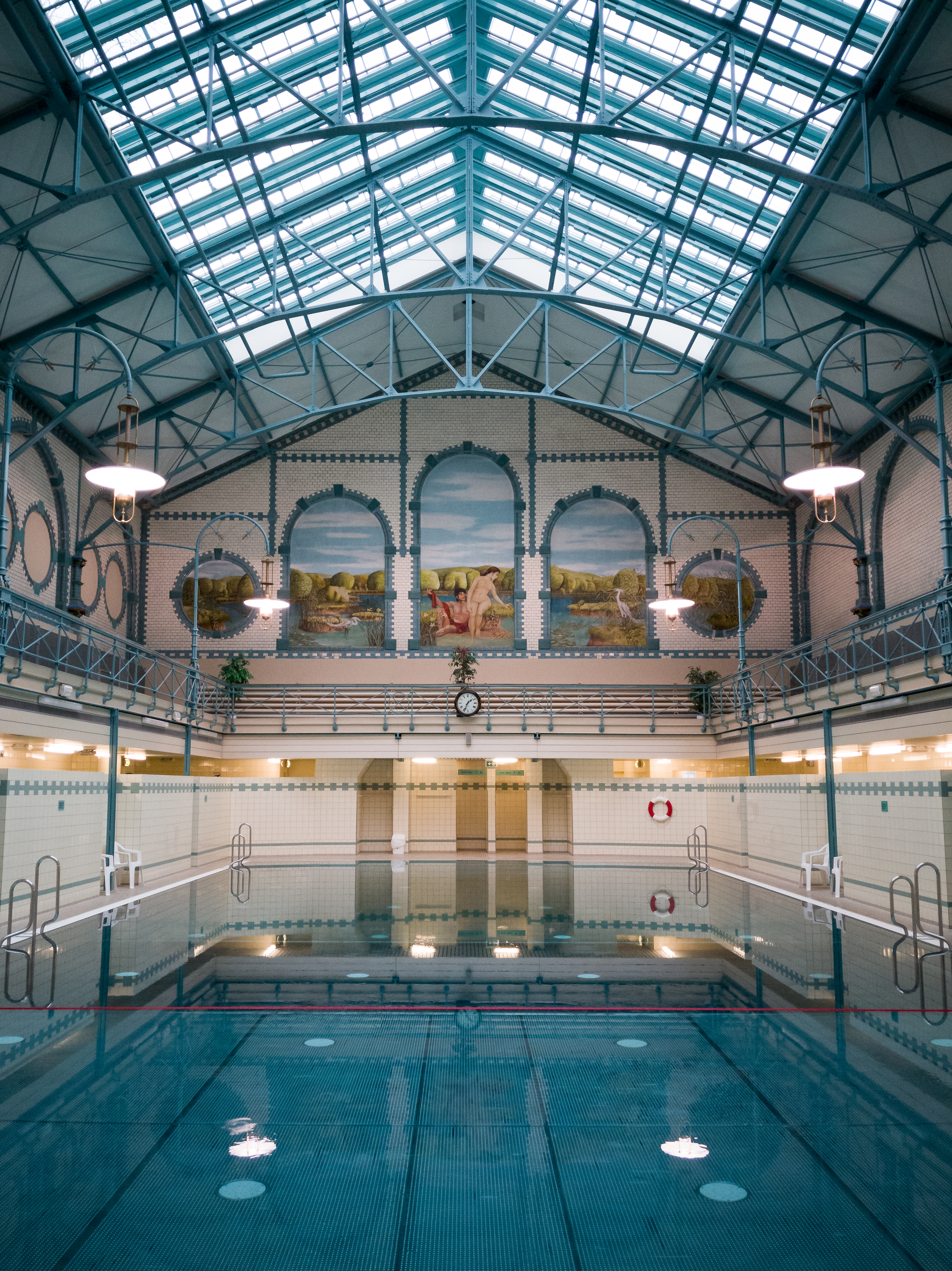
Bains publics (Städtische Volksbadeanstalt) dans l'arrondissement de Charlottenbourg-Wilmersdorf. Photo novembre 2017.

Charlottenbourg-Wilmersdorf (Charlottenburg-Wilmersdorf [ ʃaʁˈlɔtn̩bʊʁk ˈvɪlmɐsdɔʁf] ) est le 4e arrondissement administratif (Bezirk) de Berlin, formé en 2001 par la fusion des anciens districts de Charlottenbourg et de Wilmersdorf.
Cet arrondissement abrite le siège social et les bureaux de la compagnie aérienne allemande Air Berlin.

## Les quartiers
Depuis 2001, l'arrondissement de Charlottenbourg-Wilmersdorf est divisé en 7 quartiers (Ortsteil) :
| Quartier                    | Superficie (km²) | Population (01/2017) | Densité (hab/km²) | Carte                                     |
| --------------------------- | ---------------- | -------------------- | ----------------- | ----------------------------------------- |
| (0401) Charlottenbourg      | 10,60            | 127 614              | 12 039            | District map of Charlottenbrg-Wilmersdorf |
| (0402) Wilmersdorf          | 7,16             | 100 320              | 14 011            | District map of Charlottenbrg-Wilmersdorf |
| (0403) Schmargendorf        | 3,59             | 21 378               | 5 955             | District map of Charlottenbrg-Wilmersdorf |
| (0404) Grunewald            | 22,30            | 10 598               | 475               | District map of Charlottenbrg-Wilmersdorf |
| (0405) Westend              | 13,50            | 41 672               | 3 087             | District map of Charlottenbrg-Wilmersdorf |
| (0406) Charlottenbourg-Nord | 6,20             | 19 725               | 3 181             | District map of Charlottenbrg-Wilmersdorf |
| (0407) Halensee             | 1,27             | 14 942               | 11 765            | District map of Charlottenbrg-Wilmersdorf |
| Total                       | 64,72            | 336 249              | 5 195             | District map of Charlottenbrg-Wilmersdorf |

## Politique

Les 55 délégués élus pour la période 2016-2021 et leurs couleurs partisanes respectives :
SPD 15
CDU 13
Grünen 12
FDP 6
AfD 5
Die Linke 4

Le conseils d'arrondissement sont nommés par 55 délégués bénévoles élus pour cinq ans. La dernière élection a eu lieu le 18 septembre 2016, en parallèle des élections législatives. 

### Maires successifs depuis 2001
| Mandat      | Maire d'arrondissement | Parti |
| ----------- | ---------------------- | ----- |
| 2000 - 2001 | Andreas Statzkowski    | CDU   |
| 2001 - 2011 | Monika Thiemen         | SPD   |
| depuis 2011 | Reinhard Naumann       | SPD   |

## Jumelages
L'arrondissement de Charlottenbourg-Wilmersdorf est jumelé avec :

### International
- Apeldoorn (Pays-Bas) depuis le 5 janvier 1968. Initialement avec Charlottenbourg.
- Gagny (France) depuis 1992. Initialement avec Wilmersdorf.
- Budapest (Hongrie) depuis le 9 juin 1998. 5e arrondissement. Initialement avec Wilmersdorf.
- Gladsaxe (Danemark) depuis le 5 janvier 1968. Initialement avec Wilmersdorf.
- Karmiel (Israël) depuis le 16 janvier 1985. Initialement avec Wilmersdorf.
- Kiew-Petschersk (Ukraine) depuis le 22 février 1991. Initialement avec Wilmersdorf.
- Lewisham (Royaume-Uni) depuis le 19 mars 1968. Initialement avec Charlottenbourg.
- Linz (Autriche) depuis le 28 septembre 1995. Initialement avec Charlottenbourg.
- Międzyrzecz (Pologne) depuis le 11 juin 1993. Initialement avec Wilmersdorf.
- Or Yehuda (Israël) depuis 1966. Initialement avec Charlottenbourg.
- Split (Croatie) depuis le 5 mai 1970. Initialement avec Wilmersdorf.
- Sutton (Royaume-Uni) depuis le 18 avril 1968. Initialement avec Wilmersdorf.
- Trente (Italie) depuis le 5 mai 1970. Initialement avec Charlottenbourg.

### National
- Bad Iburg (Allemagne) depuis le 10 novembre 1980. Initialement avec Charlottenbourg.
- Arrondissement de Rheingau-Taunus (Allemagne) depuis le 20 juin 1991. Initialement avec Wilmersdorf.
- Arrondissement de Forchheim  (Allemagne) depuis le 23 août 1991. Initialement avec Wilmersdorf.
- Arrondissement de Kulmbach  (Allemagne) depuis le 23 août 1991. Initialement avec Wilmersdorf.
- Arrondissement de Marbourg-Biedenkopf (Allemagne) depuis le 18 avril 1991. Initialement avec Charlottenbourg.
- Arrondissement de Waldeck-Frankenberg (Allemagne) depuis le 26 novembre 1988. Initialement avec Charlottenbourg.
- Mannheim (Allemagne) depuis le 28 mai 1962. Initialement avec Charlottenbourg.
- Minden (Allemagne) depuis le 5 janvier 1968. Initialement avec Wilmersdorf.